# Grażyna Pomian
Grażyna Pomian (ur. 30 stycznia 1934 w Łodzi, zm. 22 kwietnia 2019 w Antony) – polska socjolożka, edytor, mieszkająca na emigracji, we Francji.

## Życiorys
Z wykształcenia była socjologiem. Razem z mężem, Krzysztofem Pomianem wyemigrowała w 1973 do Francji. Po ogłoszeniu stanu wojennego została członkiem Komitetu Pomocy Polakom we Francji. Należała też do stowarzyszenia Les Amis de Kultura.
Nakładem Instytutu Literackiego opublikowała wybór reportaży i relacji różnych autorów poświęconych "Solidarności" Polska "Solidarności" (1982) i zbiór dokumentów  Protokoły tzw. Komisji Grabskiego. Tajne dokumenty PZPR (1986). W 1999 wydała antologię Wizja Polski na łamach Kultury 1947-1976, w 2013 przygotowała do druku nowe wydanie Wracam z Polski Aleksandra Janty-Połczyński. W 2023 ukazała się pośmiertnie jej praca Bierut i jego partia.
Otrzymała nagrodę specjalną w konkursie o Nagrodę Historyczną tygodnika Polityka za 1999 rok za pracę Wizja Polski na łamach Kultury 1947-1976. W tym samym roku otrzymała też Nagrodę Przyjaźni i Współpracy miesięcznika Kultura.